# قرش كبير الأنف
قرش كبير الأنف (الاسم العلمي: Carcharhinus altimus)، نوع من سمك القرش الترابي وفصيلة البنبكيات. أعطانها في جميع البحار الاستوائية وشبه الاستوائية، عادة ما توجد في أعماق تتراوح بين 90 و 430 م (300-1,410 قدم).

## معرض صور

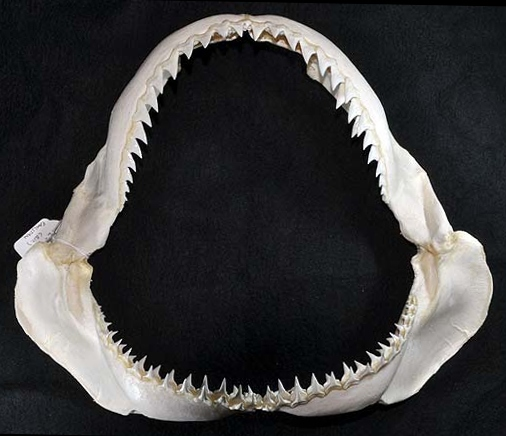
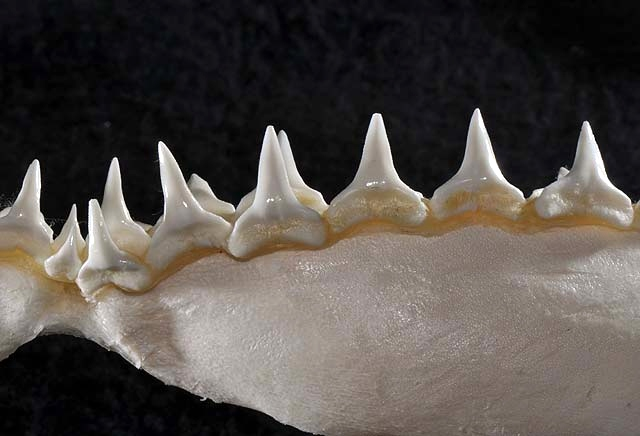
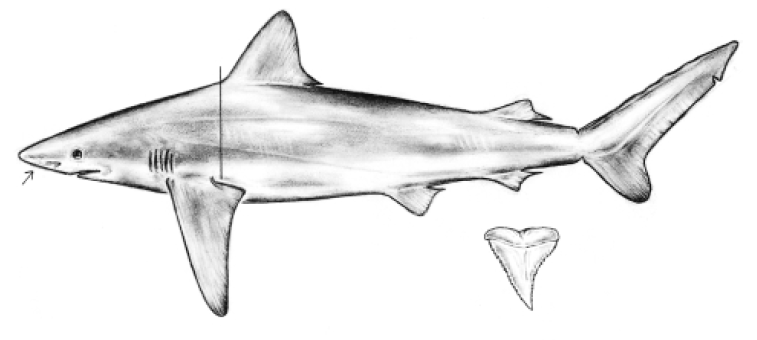
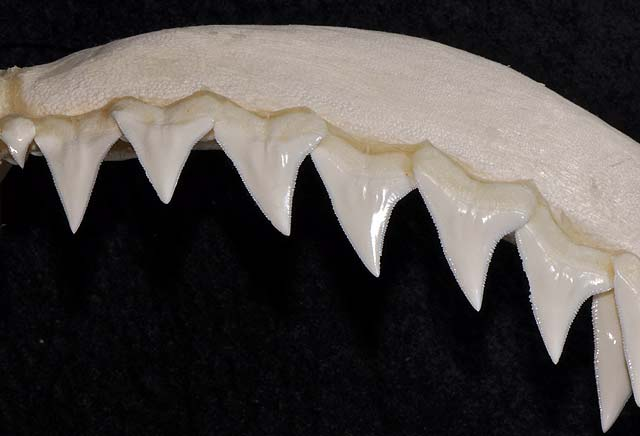